# Борорганічні сполуки

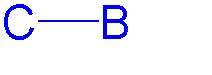
Organoboron

Орга́нобора́ни або бо́рооргані́чні сполу́ки є органічними похідними борану, BH3. Органоборани є важливими хімічними сполуками, що беруть участь у багатьох хімічних трансформаціях, зокрема у гідроборуванні.

## Властивості зв'язку B-C
Зв'язок є низькополярним завдяки маленкій різниці між електронегативністю Карбону (2.55) та електронегативністю Бору (2.04), тому алкілборани є зазвичай стабільними сполуками. Триорганоборани, зазвичай, є сильними електрофілами завдяки неповному електронному октету. Органоборани з алкільними або арільними замісниками є слабкішіми електрофілами завдяки гіперкон'югації між п-зв'язком та вільною орбіталью бора.

## Класифікація
Усі борорганічні сполуки поділяють на кілька класів:
- Борорганічні сполуки, похідні борану ВН3, в яких один або декілька атомів гідрогену заміщені на органічні залишки та/або галоген, гідрокси-, аміно-, гідросульфат-, нітро- або іншу групу (загальна формула — RnBX3-n, n = 1…3)
- Нейтральні комплекси борорганічних сполук інших речовин, таких як етери, аміак і заміщені аміни, сульфіди, фосфіни і так далі (загальна формула — RnBX3-n·L, n = 1…3)
- Борорганічні сполуки, або солі комплексних кислот бору та металів або амонію (загальна формула — М [RnBX4-n], n = 1…4)
- Борові солі, або солі борорганічних сполук і кислот (загальна формула — [RnX2-nBL2] Y)
- Циклоборани, або циклоалкани (-ени), що містять атом бору в циклі карборану.
- Деякі інші сполуки, типу заміщених диборанів, полімерних боралканів і так далі.

У всіх формулах R — органічний радикал, X — водень, галоген, гідрокси-, аміно- чи інша подібна група, L — ефір, аміак, сульфіди і так далі, М — метал або будь-який інший катіон, Y — аніон (наприклад, кислоти).
Найбільш вивченими є алкіл-, циклоалкіл-, арил-, алкеніл- і алілборани, а також борациклани.